# Dorothea Maria Lösch

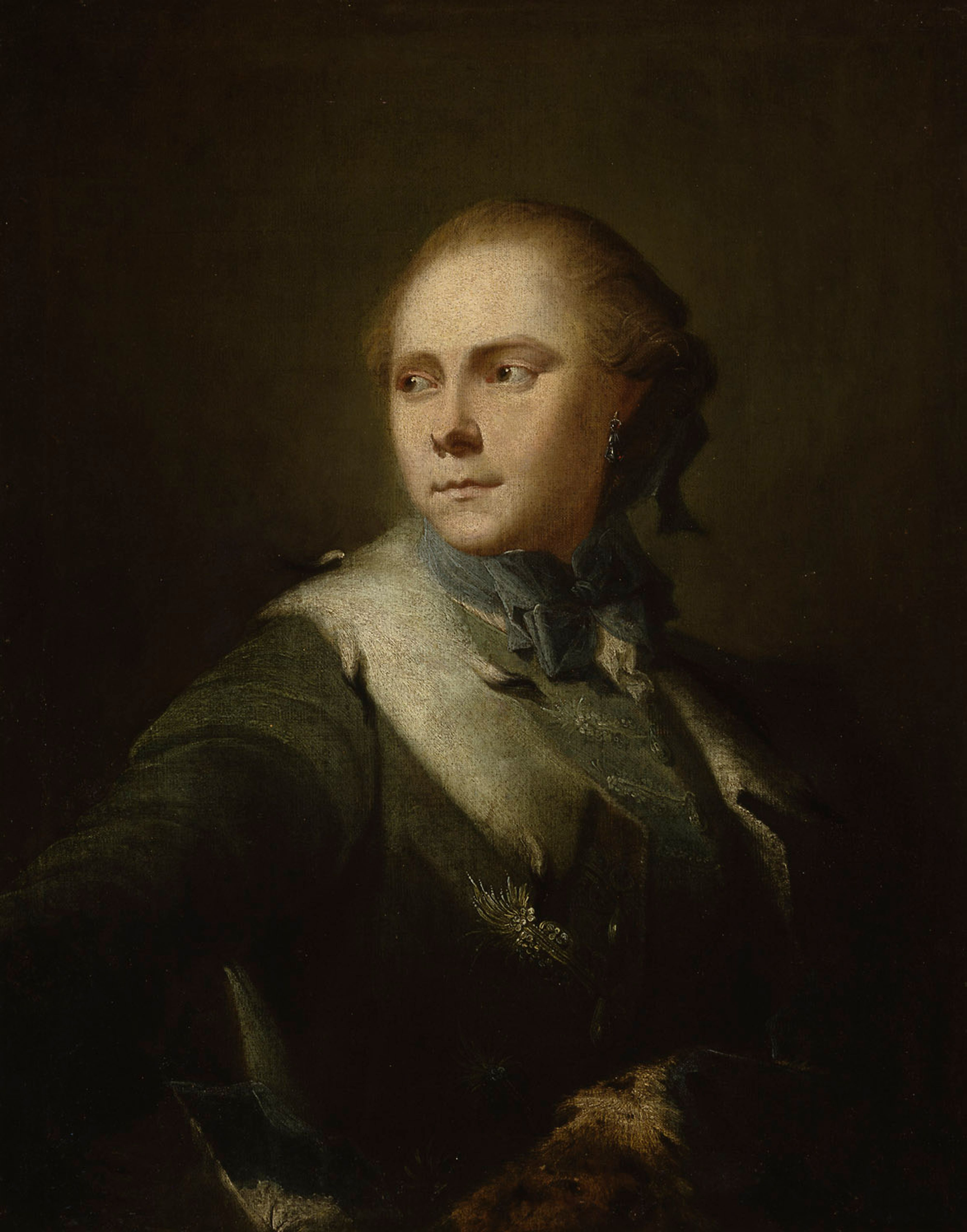
Dorothea Maria Losch

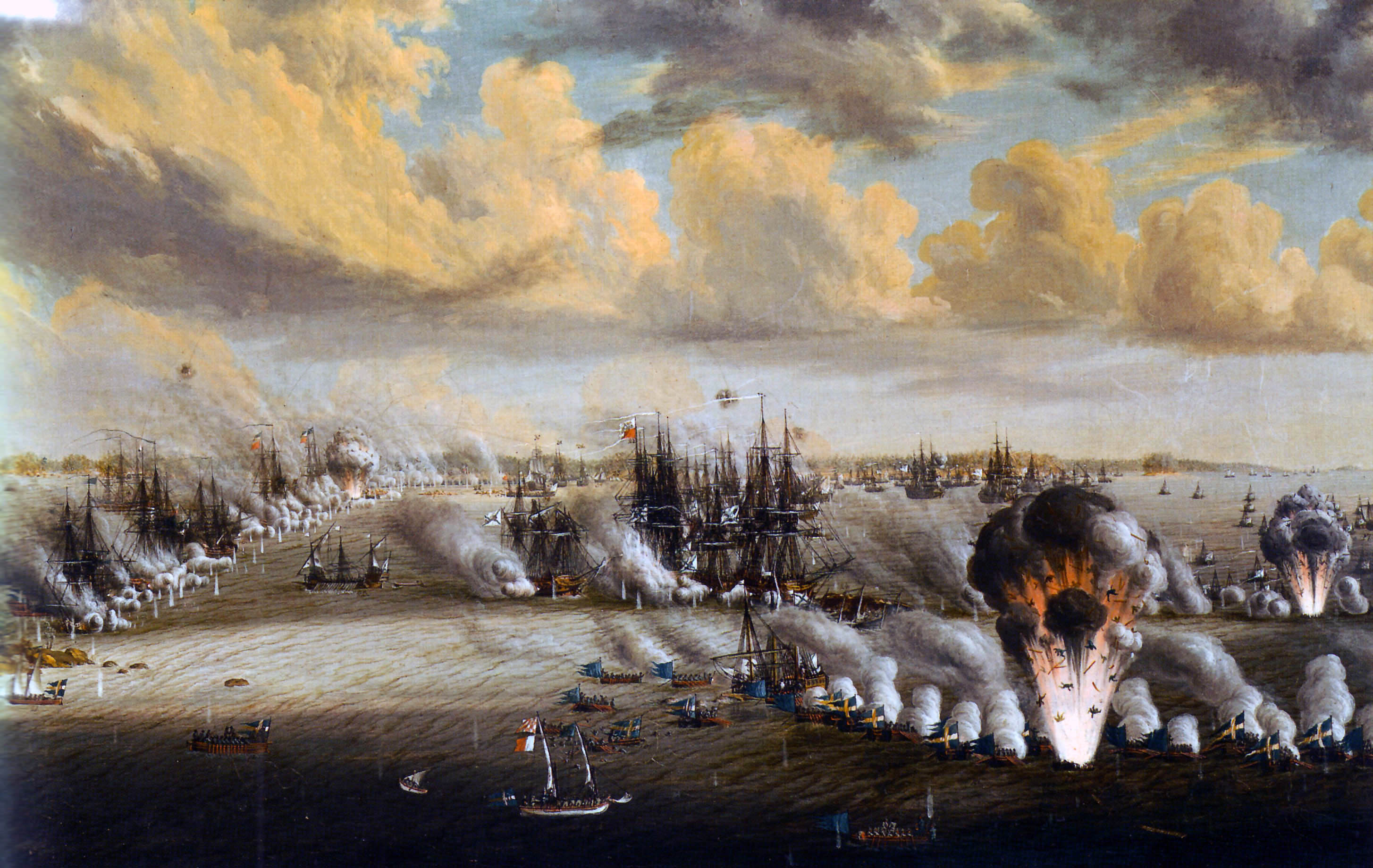
La Batalla de Svensksund

Dorothea Maria Lösch (1730 – 2 de febrero de 1799), fue una 'maestra  marinera' sueca, conocida por el incidente durante la Guerra ruso-sueca (1788-1790) en que ella comandó un navío militar durante una crisis. Fue la primera mujer en Suecia en serle concedido el rango de kapten en la armada sueca (aproximadamente el equivalente a teniente comandante en la armada inglesa). Su apellido también ha sido deletreado Losch y Läsch.
Dorothea Maria Lösch era hija del orfebre Henrik Jakob Losch de Estocolmo y su esposa Dorothea Maria Beyms. Se casó en 1756 con el capitán finlandés Mårten Johan Thesleff, el apellido de su cónyuge también fue deletreado Theslöf o Theslef. Tuvo once hijos durante su matrimonio. Fue autora  de un libro médico sobre cómo tratar pústulas pequeñas, Beskrivning af et bepröfvat medel emot Kopp-ärr (Estocolmo, 1765).
Dorothea Maria Lösch se hizo cargo y tomó el mando del barco Armida dirigiéndolo a la seguridad después de que sus oficiales hubieran caído muertos o abandonado el navío durante la Batalla de Svensksund el 9 de julio de 1790. Por este acto, le fue otorgado el rango de 'maestra marinera' de la flota sueca, algo excepcional para una mujer en esa época. A pesar de que el título era puramente ceremonial, fue no obstante la primera mujer en ostentar tal posición.